# 科林斯 (蘭道夫縣南方)
科林斯（英語：Colinth）是一個位於美國阿拉巴馬州蘭道夫縣的非建制地區。該地的面積和人口皆未知。

## 地理
科林斯的座標為33°10′06″N 85°33′27″W / 33.16833°N 85.55750°W，而該地的平均海拔高度為269米（即883英尺）。